# Stemning i April
Stemning i April er en dokumentarfilm instrueret af Bjarne Henning-Jensen efter manuskript af Ib Koch-Olsen.

## Handling
Opfordring til at stemme ved Landstingsvalg 1. april 1947 i områderne København, Frederiksberg, Fyn og Nordjylland. Ordet "Stemning" tages bogstaveligt, idet filmen præsenterer forskellige toner, der ikke stemmer, for til slut at stemme de enkelte toner sammen med et orkester, der forlader prøven for at gå hen og stemme.